# Corpo di polizia militare israeliano
Il Corpo di polizia militare israeliano (in ebraico:חיל המשטרה הצבאית, Kheil HaMishtara HaTzva'it) anche noto semplicemente come Military Police Corps è un corpo delle Forze di difesa israeliane. Di fatto si tratta di una brigata composta da circa 4500 membri. Nei compiti di questo corpo di polizia rientrano tutti i compiti di polizia militare previsti all'interno delle forze armate, il supporto dei rispettivi ufficiali in comando nel mantenimento della disciplina, la sorveglianza dei penitenziari militari, lo svolgimento di eventuali indagini nel caso membri delle forze armate vengano accusati o sospettati di aver commesso dei crimini e il controllo dei checkpoint nei territori palestinesi.

## Storia

### Gli inizi

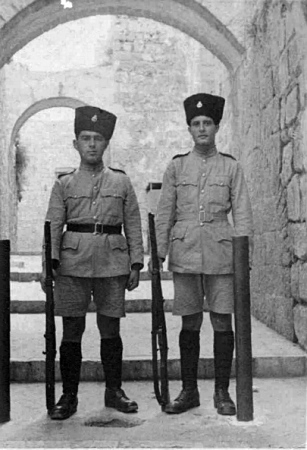
Membri del Notrim fotografati nel 1937

Il corpo di polizia militare israeliano prende le origini dal corpo paramilitare Notrim che fu fondato nel 1936 e che operò prevalentemente nei territori appartenenti all'odierna Israele all'epoca sotto il controllo britannico. Contrariamente a molte altre organizzazioni paramilitari dichiarate dall'amministrazione inglese fuori legge come ad esempio il corpo dei Haganah, il Notrim era invece ufficialmente riconosciuto dalle autorità inglesi e svolgeva compiti di ordine pubblico. Tra i suoi compiti principali rientrava la protezione degli insediamenti ebraici nel corso della sommossa araba negli anni compresi tra il 1936 e il 1939. Nel 1937 all'organizzazione fu permesso di arruolare ulteriore personale in seguito a una cronica carenza di personale militare inglese e al corpo furono assegnati ulteriori compiti di ordine pubblico.
Nel corso della seconda guerra mondiale il Notrim venne a fare parte della Brigata Ebraica. A partire dai primi anni del conflitto il corpo iniziò a crescere grazie al elevato numero di arruolamenti su base volontaria. Nel 1944 anche il corpo dei Haganah si volle dotare di un proprio corpo di polizia militare e il capitano Daniel Lifshitz anche noto come Danny Magen fu incaricato di istituire questo nuovo corpo. All'epoca dislocato presso il Cairo in Egitto Lifshitz formò il nucleo di quello che sarebbe in seguito divenuto il corpo di polizia militare israeliano. Grazie all'aiuto di altri tre sergenti che lo aiutarono nel compito di recrutare nuovi soldati, il corpo vide in questo periodo un sostanziale aumento di organico.
Tuttavia il corpo di polizia militare israeliano nella forma attuale si formò solamente successivamente alla seconda guerra mondiale nel corso del conflitto arabo-israeliano negli anni compresi tra il 1945 ed il 1947, quando fu suddiviso in quattro unità tuttora esistenti. All'epoca il neofondato corpo comprendeva soli 160 membri molti dei quali arruolatisi ancora sotto il comando di Lifshitz. Il corpo fu quindi riorganizzato nel 1948 dopo che lo stato di Israele e le Forze di Difesa Israeliane avevano introdotto il proprio codice militare e le proprie regole di disciplina, riconoscendo la necessità di disporre di un corpo che si facesse carico dei compiti di polizia militare. Tra i compitit di ordine pubblico dei quali il corpo si dovette fare carico rientrarono anche quelli di regolare il traffico dei mezzi civili e militari. Per poter assolvere in modo migliore a tale compito l'unità addetta a tale compito, la traffic supervision unit, fu suddivisa per settori, mentre le unità di polizia militare, le discipline supervision units furono assegnate alle diverse brigate, con ogni brigata dotata di una propria unità di polizia militare
Il comando del corpo di polizia militare israeliano fu invece situato presso la caserma militare di Kiryat Meir nei pressi di Tel Aviv.
Infine il 13 ottobre 1949 il corpo, originariamente denominato servizio di polizia militare o anche Military Police Service (in ebraico: Sherut Mishtara Tzva'it), fu rinominato in Corpo di polizia militare israeliano.

### Seconda guerra mondiale
Le prime unità del precursore del corpo di polizia militare israeliano operarono per la prima volta nel corso della seconda guerra mondiale sul fronte italiano a partire dal 3 marzo 1945. I membri dell'unità furono istruiti presso un'accademia militare inglese nella città liberata di Napoli. Il 25 aprile dello stesso anno, al termine del loro impiego in Italia, il corpo contava - esclusi gli ufficiali - 39 membri
Nei compiti di questo corpo rientrò anche quello di aiutare le vittime dell'olocausto. Alla fine del conflitto alcuni dei membri di questo corpo parteciparono agli interrogatori di ufficiali nazisti responsabili di essersi macchiati del crimine di genocidio.

### Durante il conflitto arabo israeliano del 1948

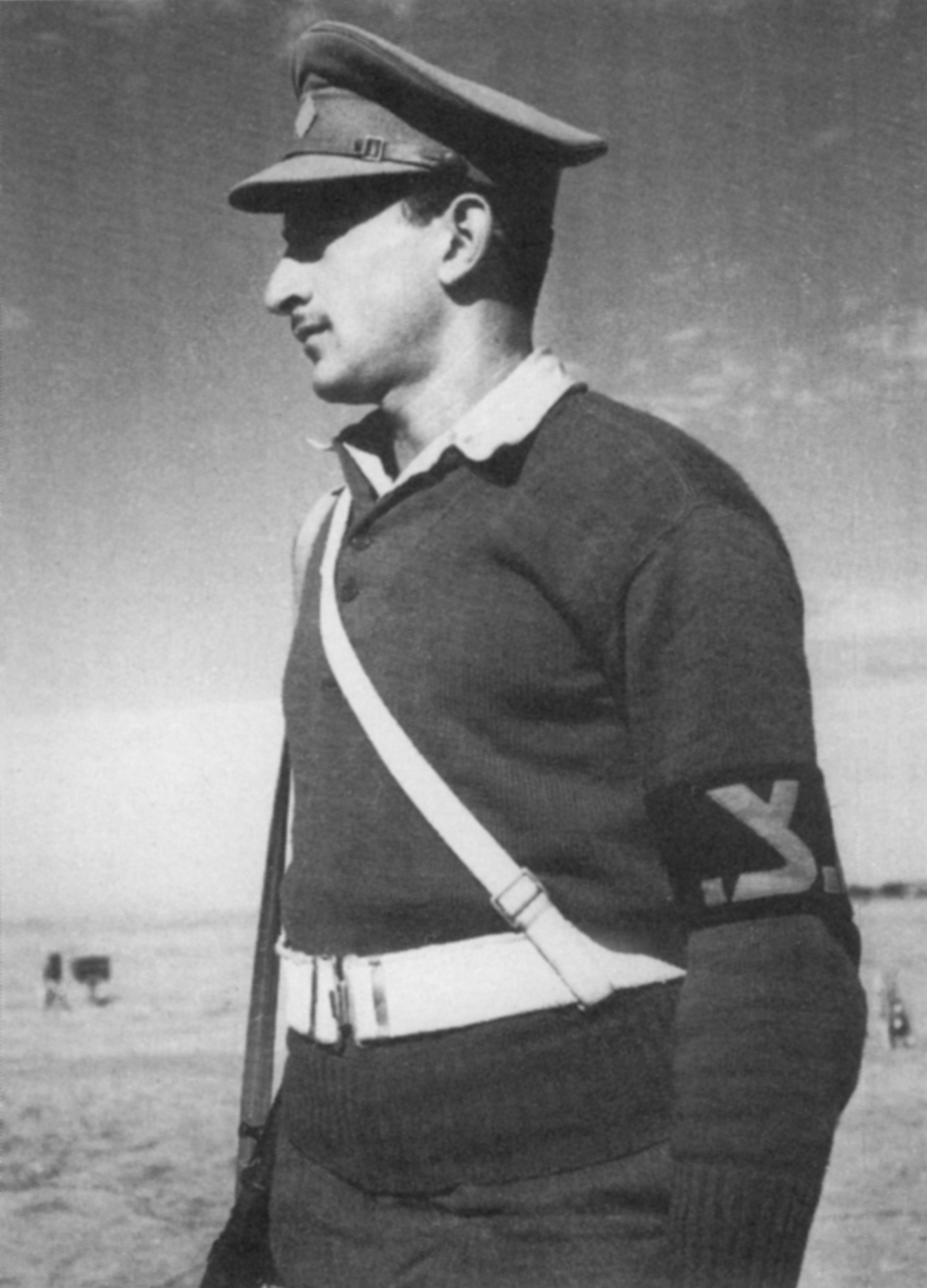
Membro del Corpo di polizia militare israeliano fotografato nel 1948

Nel corso del conflitto arabo israeliano del 1948 i membri di questo corpo furono impiegati per difendere il neonato stato di Israele dall'attacco dei paesi arabi. Nel maggio del 1948 il corpo fu suddiviso in fronti regionali. Il fronte settentrionale fu assegnato al comando di Yosef Pressman ed era composto da 15 agenti del corpo di polizia militare perlopiù ex membri del Notrim. Il comando dell'unità fu situato a Afula e fu spostato a Nazaret dopo che la città cadde in mano nemica. Tra i compiti principali di questa minuscola unità ci fu quello di dislocare ed impiegare il cannone Napoleonchik che in numerosi occasioni fece cambiare a favore delle forze israeliane le sorti della battaglia. Tra i compiti più ardui che il corpo dovette svolgere durante questo periodo ci fu quello di evitare la fuga dei coloni dai propri insediamenti, fermando colonne di bus che tentavano di rifugiarsi in zone più sicure. Il compito del corpo fu quello di portare in sicurezza donne e bambini e di incoraggiare gli uomini a non abbandonare le proprie abitazioni, bensì di aiutare le forze armate nel difendere il territorio israeliano.
Al termine del conflitto il corpo fu impiegato nell'operazione Shoter, la quale aveva il compito di prevenire e sedare eventuali sommosse arabe in territorio israeliano. L'operazione che doveva essere un'operazione di ordine pubblico vide però numerosi momenti di tensione durante i quali ci furono anche pesanti conflitti a fuoco tra membri delle forze di sicurezza israeliane e ribelli arabi. Durante una di queste operazioni nei pressi di Fureidis nel corso di un pesante conflitto a fuoco ci fu anche una vittima tra i membri dell'unità.
A Gerusalemme il corpo di polizia militare israeliano ebbe il difficile ed ingrato compito su ordine diretto di Moshe Dayan e del capitano Ze'ev Katz, di distribuire le scarse provviste alimentari tra gli abitanti arabi di quella zona.
Nelle aree meridionali il corpo fu invece prevalentemente impiegato nelle operazioni Yoav e Horev, con il compito di montare la segnaletica stradale e regolare il traffico di mezzi militari.

### Operazioni di ordine pubblico condotte tra il 1948 ed il 1956

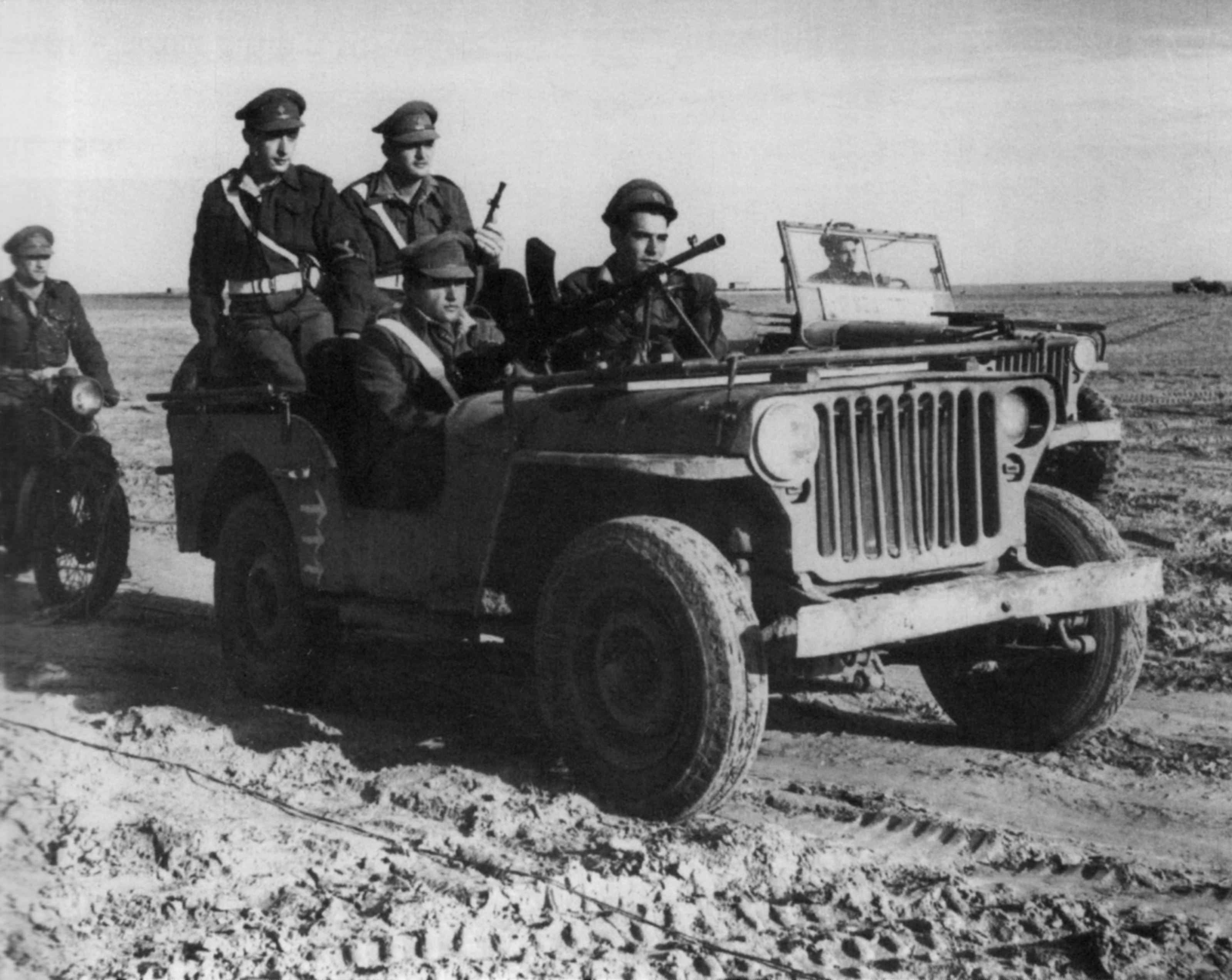
Una Jeep di fabbricazione statunitense in dotazione al corpo negli anni tra il 1948 ed il 1956

Al di fuori dei compiti militari, specialmente nei primi anni dopo la guerra di indipendenza, questo corpo svolse numerosi compiti di ordine pubblico in particolare nei territori e nei villaggi abitati dalla popolazione palestinese. Molte di queste operazioni che interessarono perlopiù la popolazione civile furono condotte in cooperazione con la polizia israeliana.
Nell'agosto del 1948, in seguito a un'informativa che affermava che grossa parte dei disertori si erano rifugiati nel sobborgo di Kerem HaTeimanim, una piccola cittadina nei pressi di Tel Aviv, il corpo di polizia militare israeliano organizzò una perquisizione di tutte le abitazioni di Kerem HaTeimanim. Durante tale operazione, anche nota come operazione Masrek, furono sottoposte a controlli oltre 200 persone. Complessivamente l'operazione durò oltre sei ore e fu una delle operazioni più imponenti condotte dal corpo nei primi anni dalla fondazione dello stato di Israele. Molte delle persone sottoposte ad interrogatorio furono successivamente arrestate e trasferite. Molte delle persone poste sotto fermo erano ex membri del movimento Irgun Zvai Leumi che si rifiutarono di prestare servizio nelle IDF. In seguito ai numerosi arresti effettuati la prigione militare provvisoria era completamente sovraffollata. Di conseguenza il 9 ottobre 1948 ci fu una fuga di massa. Nonostante molti dei fuggitivi si costituirono nei giorni a seguire, l'accaduto fu causa di uno scandalo che costrinse molti degli ufficiali del corpo di polizia militare a dimettersi.
Il 17 settembre 1948, dopo che Folke Bernadotte venne assassinato da membri del Lehi, il corpo di polizia militare israeliano organizzò un'operazione su vasta scala per arrestare i responsabili. In tale occasione oltre un centinaio dei membri di questa organizzazione furono individuati ed arrestati.
A partire dal 9 gennaio del 1949, in seguito ad un incidente mortale imputabile alla quasi totale assenza di un codice stradale nel quale persero la vita tre ufficiale del IDF, il corpo di polizia militare israeliano in cooperazione con la polizia israeliana avviò una campagna di sensibilizzazione al fine di prevenire gli incidenti stradali. L'operazione denominata operazione Mordechai in onore di uno dei tre ufficiali morti nell'incidente, portò a sanzionare oltre 550 membri delle forze di difesa israeliane sorpresi nel infrangere regole del codice stradale e oltre 1700 civili furono sanzionati per infrazioni analoghe.
Tra i compiti che svolse questo corpo sempre nel periodo compreso tra il 1948 ed il 1951 ci fu quello di contrastare il mercato nero. Nel corso di questa operazione furono installati numerosi posti di blocco su tutte le strade e grandi quantità di materiale di contrabbando furono scovati.
Due ulteriori operazioni, operazione Tihur e operazione UvaArta Hametz, per individuare ulteriori disertori, furono infine condotte nel maggio del 1952 e nel periodo di giugno dello stesso anno.
Tra i molti compiti che svolse questo corpo sempre in questo periodo ci fu anche quello di presenziare a molte delle cerimonie di stato e di garantire in tali occasioni la sicurezza.

### 1956 Crisi di Suez
Durante la crisi di Suez nel 1956, diverse unità di questo corpo furono dispiegate nei pressi del fronte, con il compito di mantenere l'ordine tra le truppe, scortare i convogli militari diretti verso la penisola del Sinai e regolare il traffico di mezzi militari. Tra i compiti più importanti ci fu anche quello di aiutare i soldati e gli autisti dei veicoli pesanti che si erano smarriti lungo la strada a trovare la via più breve verso la loro meta. Dopo la presa della striscia di Gaza da parte della 27 brigata corazzata, membri di questo corpo che erano stati inviati in quell'area al seguito delle colonne corazzate, furono dispiegati in questi territori per mantenere l'ordine, prima di essere sostituiti da personale inviato appositamente dal comando meridionale, mentre i membri della polizia militare israeliana che erano stati prelevati dal loro compito seguirono lo spostamento delle forze corazzate alle quali erano state assegnate verso la penisola del Sinai.
Tra i compiti che dovette svolgere questo corpo sempre durante la crisi del Suez ci fu anche quella di detenere i prigionieri di guerra. Per facilitare lo svolgimento di questo compito furono installate due prigioni una a Nitzanim nel sud di Israele e una a Atlit nel nord. Una terza prigione riservata agli ufficiali catturati fu invece installata provvisoriamente a Damun. Complessivamente il numero di soldati egiziani detenuti si doveva aggirare intorno alle 6000 unità.
In seguito all'esperienza fatta durante questa campagna militare il corpo si decise di dotare di un parco mezzi più moderno per supportare meglio i continui spostamenti, di apposite divise per facilitare l'identificazione dei suoi membri, e di avviare corsi appositi per i membri di questo corpo destinati alla sorveglianza carceraria.

### Durante la guerra dei sei giorni
Nel corso della guerra dei sei giorni questo corpo vide uno dei periodi di impiego più intensi, con il compito di regolare il traffico militare delle colonne di mezzi militari diretti verso la penisola del Sinai e disponendo nei territori occupati la segnaletica in lingua ebraica affinché gli autisti dei mezzi riuscissero ad orientarsi. Inoltre specifiche pattuglie ebbero il compito di segnare le strade rese inagibili dalle forze armate egiziane.
Diverse unità di membri del corpo di polizia militare accompagnarono inoltre tutte le brigate dislocate nel Sinai e caserme e posti di comando provvisori furono installati a Gaza, Mount Libni, Abu Rudeis, el-Arish, Qantarah e Sharm el-Sheikh. Al momento del cessate il fuoco lungo il fronte meridionale il corpo era ancora impegnato nel sostituire la segnaletica in arabo con una in ebraico e riuscì a completare il proprio compito solo una decina di giorni dopo il termine delle ostilità tra Egitto ed Israele. Come anche durante la crisi di Suez tra i compiti di questo corpo ci fu quello di sorvegliare i soldati nemici catturati che furono trasferiti presso il carcere di Atlit e presso un campo di prigioni provvisorio installato a Mishmar HaNegev. Complessivamente i soldati nemici fatti prigionieri furono oltre 6000. Tra i diversi delicati compiti che svolse questo corpo ci fu anche quello di prevenire una rivolta araba nella striscia di Gaza
Nel periodo immediatamente dopo il conflitto il corpo ebbe il compito di ristabilire l'ordine nei territori palestinesi appena occupati, effettuando numerosi arresti tra militanti palestinesi e evitando che coloni israeliani si insediassero nei territori appena occupati. Il primo centro di comando nella parte orientale di Gerusalemme fu stabilito presso il Saint George Hotel
Durante gli anni tra la guerra dei sei giorni e la guerra del Kippur le unità di questo corpo furono prevalentemente impiegate per sorvegliare i nuovi confini dello stato di Israele. Su richiesta delle forze di difesa israeliane (IDF), il corpo stabilì diversi check point nei pressi di ponti e importanti nodi viari per arginare il contrabbando di armi e esplosivi da parte della popolazione araba. Per proteggere le cariche di stato che si recavano nei territori occupati fu creata un'unità apposita nota con l'abbreviativo di Ma'amatz (in ebraico: מאבטח אישים משטרה צבאית, Me'avte'ah Ishim Mishtara Tzva'it).

### Durante la guerra del Kippur
Nel corso delle prime ore della guerra del Kippur, in seguito all'attacco a sorpresa dell'esercito egiziano, il corpo di polizia militare ebbe il compito di ristabilire l'ordine nelle retrovie della difesa, riorganizzando le forze di difesa e cercando di prevenire la formazioni di ingorghi causati dal traffico caotico di mezzi militari. Specialmente sulla penisola del Sinai interminabili colonne di veicoli militari dovevano raggiungere rapidamente il fronte. In queste condizioni proibitive i membri di questo corpo furono incaricati di smistare i singoli automezzi verso le loro destinazioni il prima possibile senza far perdere tempo prezioso ai convogli militari.
Sul fronte meridionale specialmente nelle prime ore del conflitto, quando ancora le linee di difesa erano perlopiù sguarnite, unità di questo corpo furono impiegate per difendere alcune delle postazioni israeliane. Il 15 ottobre su ordine diretto dell'allora generale Ariel Sharon fu assegnato al corpo il compito di trasportare d'urgenza dei ponti galleggianti dalle caserme di Refidim e Rumani verso il canale di Suez, dove le forze corazzate israeliane erano riuscite ad aprirsi un valico nelle difese egiziane. Per raggiungere in tempo la loro destinazione i soldati che scortavano il convoglio che trasportava i ponti galleggianti ricevettero l'ordine di sgomberare le strade da ogni genere di ostacolo se necessario anche con la forza.
Sul fronte settentrionale al corpo fu invece affidato il compito di evacuare tutte le caserme, postazioni e insediamenti che si trovavano sulle alture del Golan.
In seguito al diffondersi della notizia che soldati israeliani fossero caduti in mano nemica, la sezione investigativa fu incaricata di condurre ricerche sui circa 900 soldati dispersi in azione. A causa delle difficoltà riscontrate nell'identificare i resti delle salme ritrovate, il comando del corpo di polizia militare consigliò di aggiungere anche negli scarponi dei soldati una traghetta di riconoscimento aggiuntiva. Da allora infatti tutti gli scarponi militari sono stati provvisti di tale accorgimento.

### Prima guerra del Libano
Come anche in tutti i conflitti precedenti ai quali prese parte lo stato di Israele anche durante l'operazione Litani furono dispiegate diverse unità di questo corpo nei territori libanesi occupati. Il compito principale di questo corpo fu quello di mantenere l'ordine nei villaggi e nelle città occupate della forze armate. Il corpo dovette anche evitare che tra la popolazione libanese di confessione mussulmana e quella cristiana si creassero dei tafferugli. Per prevenire il contrabbando di armi ed esplosivi furono inoltre organizzati diversi posti di blocco.
Per la prima volta nella storia delle campagne militari le forze armate israeliane l'esercito israeliano si trovò di fronte a una parte della popolazione non ostile nei propri confronti. Specialmente la popolazione di confessione cristiana che risiedeva nei territori occupati non di rado collaborava con le Forze di Difesa Israeliane. Ciò rese necessario che il corpo di polizia militare prevenisse possibili abusi da parte di membri delle forze armate nei confronti di queste popolazioni in modo da non compromettere le buone relazioni instaurate con questa. Come anche nelle campagne precedenti al corpo fu affidato il compito di provvedere all'installazione di una segnaletica stradale che permettesse alle colonne militari di orientarsi. Per evitare che forze ostili potessero manomettere la segnaletica al fine di attirare colonne di mezzi militari in possibili imboscate, i segnali stradali venivano affissi o direttamente disegnati sugli edifici che si trovavano lungo le strade.
Diverse caserme della polizia militare furono installate nelle città di Beirut, Sidone, Tiro e nella Valle della Beqaa. Inoltre ad Ansar fu costruito un penitenziario dove detenere ribelli e i terroristi arrestati. Tra i membri di questo corpo ci furono però anche alcune vittime nel corso di questa operazione. La caserma a Tiro fu vittima di due attentati dinamitardi, il primo il 11 novembre del 1982 nel quale persero la vita 12 soldati e un secondo il 4 novembre del 1983.

### Dal 1983 ad oggi

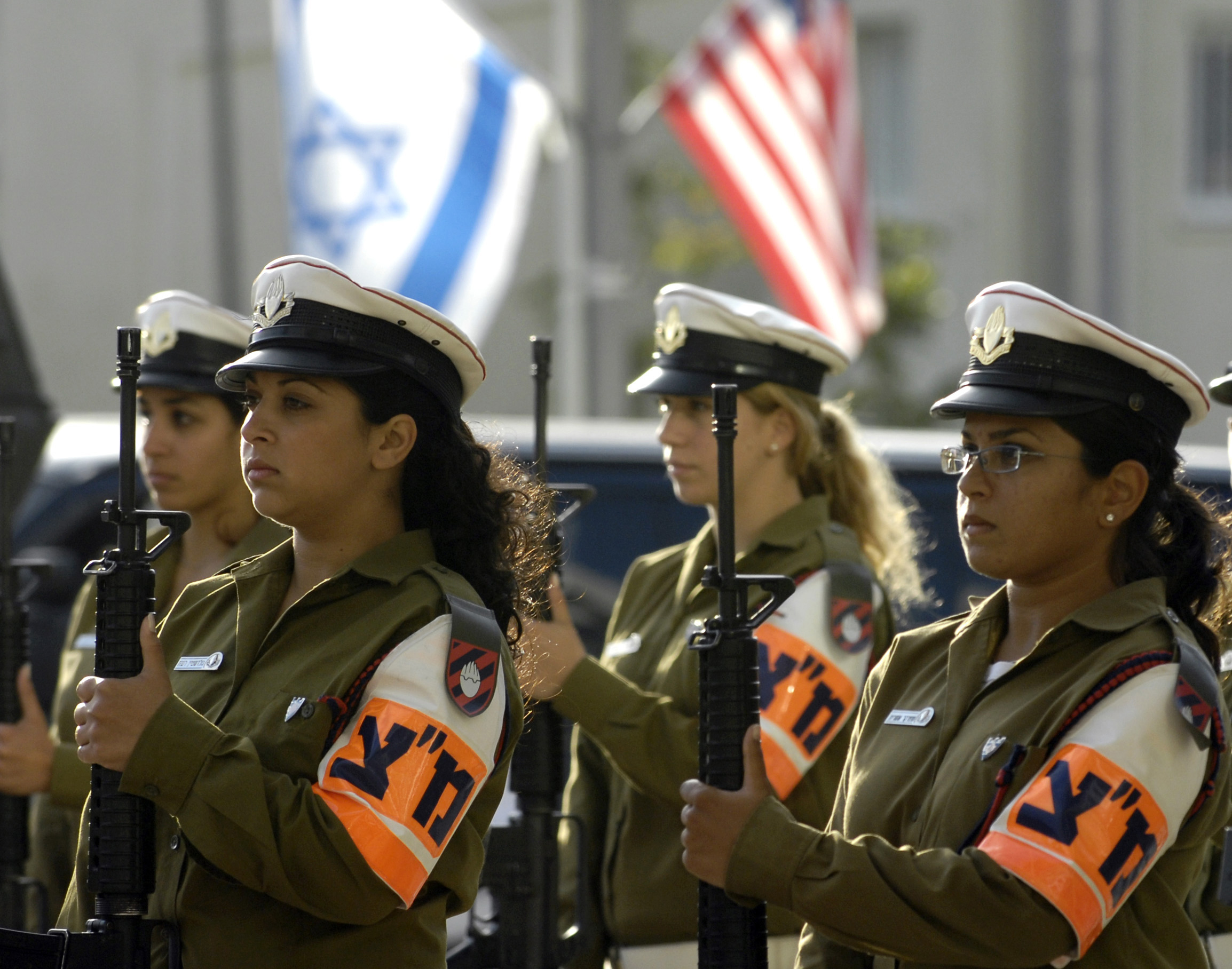
Membri del corpo di polizia militare israeliano durante una parata in occasione di una visita di stato

Dalla fine della prima guerra del Libano il corpo non è più stato impiegato in nessun'operazione militare al di fuori dei confini dello stato di Israele. Ciò nonostante, dal 1983 in poi il corpo ha subito alcune radicali modifiche.
A partire dal 1998 la prigione di Ktzi'ot è stata completamente ristrutturata, e la prigione di Megiddo è stata adibita alla sola detenzione di attivisti palestinesi. Alcune strutture di detenzione di dimensioni minori sono state costruite presso le caserme di Dhahiriya e Tulkarem. Dal 2006 un'unità nota come Force 100 è stata creata per sopprimere eventuali rivolte all'interno dei penitenziari, mentre la neonata unità Battaglione 794 è stata assegnata al Home Front Command per regolare il traffico in caso di conflitto nelle retrovie.